# Мельниченко, Андрей Николаевич
Андрей Николаевич Мельниченко (31 октября 1904 ― 22 января 1998) ― советский биолог и педагог. Специалист в области пчеловодства. Доктор биологических наук, профессор. Директор Куйбышевского педагогического института в 1944—1946 гг. и ректор Горьковского государственного университета в 1946—1952 гг.

## Биография
Родился в деревне Казимировка (ныне — в Лоевском районе Гомельской области) в семье крестьянина-середняка. Учился на начальном отделении учительской семинарии, в высшей начальной школе и в Гомельском педагогическом техникуме на учительских курсах. В 1929 году окончил биолого-химическое отделение Смоленского государственного университета, после чего работал старшим лаборантом (1929—1930) и заведующим (1930—1931) Смоленской биостанции. Аспирант Смоленского государственного университета в 1930—1932 гг. Доцент и заведующий кафедрой зоологии и биологии в 1933—1937 гг., профессор (1941), заместитель директора по научно-учебной работе в 1937—1943 гг. В 1934 году защитили кандидатскую диссертацию. В конце Великой Отечественной войны и в послевоенный период занимал должность директора Куйбышевского педагогического института. В 1941 году был удостоен учёной степени доктора биологических наук.
Профессор, заведующий кафедрой дарвинизма и генетики (1946—1983) и одновременно ректор (1946—1952) Горьковского государственного университета. Некоторое время там же работал заведующим кафедрой зоологии. Заведовал кафедрой дарвинизма и генетики с 1952 по 1983 год.
Член-корреспондент ВАСХНИЛ с 1956 года.
Исследовал вопросы экологии полезных и вредных насекомых в системе лесозащитных насаждений, а также экспедиционно-стационарному изучению рас и местных популяций медоносных пчел горных районов Кавказа, Карпат, Урала и равнинных областей страны; проводил изыскания эффективных приёмов массового добывания и первичной переработки пчелиного яда как медикамента и стимулятора.
Опубликовал около 250 научных трудов (в том числе за рубежом), среди них — 4 монографии.
Был награждён орденом Ленина (1961), двумя орденами Трудового Красного Знамени (1954, 1967), орденом «Знак Почёта» (1944), тремя медалями СССР и медалями ВДНХ.